# Zdzisław Jan Zamoyski
Zdzisław Jan Zamoyski herbu Jelita (ur. po 1591, zm. 1670) – podstoli lwowski 1646, kasztelan czernihowski (1656).
Jego ojcem był Jan Zamoyski (zm. 1618) – rotmistrz królewski, przełożony straży kresowej, 1588,  strażnik koronny 1600, kasztelan chełmski, który zginął w walce z Tatarami w 1619 r.
Matka Zdzisława – ks. Anna Wiśniowiecka – córka księcia Konstantego Wiśniowieckiego – dworzanina królewskiego i starosty żytomierskiego wpływała na staranne wykształcenie dzieci.
Jego bratem był  m.in. Jan Chryzostom Zamoyski (XVI w. – 1655), biskup łucki, dominikanin i Maurycy Zamoyski,  oraz  Aleksander Zamoyski.
Jego żoną została Anna Zofia Lanckorońska z Brzezia h. Zadora.
Jego dziećmi były;  Marianna Zamoyska, Mikołaj Zamoyski  (zm. w 1649), Eufrozyna Zamoyskiej, Marcin Zamoyski – wojewoda lubelski i  podskarbi wielki koronny (od 1685)  oraz Jan Kazimierz Zamoyski (zm. w 1692) – kasztelan halicki (1688) i wojewoda bełski (1689).
Jako senator brał udział w  obu sejmach 1666 roku.
Zmarł w 1670 roku.

## Źródła;
- Kasper Niesiecki, Jan Nepomucen Bobrowicz; Herbarz polski Kaspra Niesieckiego, S.J. s.70

- Leszek Podhorodecki, Stanisław Żółkiewski, 1988, s. 311